# Piranya 2
Piranya 2 (títol original en anglès Piranha II: The Spawning) és una pel·lícula de terror de 1981, dirigida per James Cameron i Ovidio G. Assonitis. És considerada el segon lliurament de la saga de Piranya. Ha estat doblada al català.

## Argument
En una illa del Carib es produeixen atacs misteriosos per part d'unes piranyes encara més misterioses. Una dona investiga la mort d'un dels amics del seu fill, la qual cosa li porta a descobrir una veritat aterridora: les piranyes tenen ales i poden, per tant, volar!. Després d'aquest gir argumental, l'única cosa que es pot fer és cancel·lar el concurs de pesca anual que se celebra a l'illa, però l'empresari responsable, evidentment, plantejarà algunes reticències, la qual cosa implicarà inevitables banquets per les piranyes.

## Repartiment
- Tricia O'Neil - Anne Kimbrough
- Steve Marachuk - Tyler Sherman
- Llanci Henriksen - Steve Kimbrough
- Ricky Paull Goldin - Chris Kimbrough
- Ted Richert - Raoul, Hotel Manager
- Leslie Greus - Allison Dumont
- Ancil Gloudon - Gabby
- Carole Davis - Jai
- Connie Lynn Hadden - Loretta
- Captain Kidd Brewer Jr. - Lou
- Jan Eisner Mannon - Lisa
- Arnie Ross - Mal the Cook
- Tracy Berg - Beverly
- Albert Sanders (actor) - Leo Bell, D.D.S.
- Anne Pollack - Mrs. Wilson
- Llegeix Krug - Ron 'Ronny', el salvavides
- Sally Ricca - Cindy
- Dorothy Cunningham - Infermera April